# ديف أولريش (أكاديمي)
ديف أولريش (بالإنجليزية: David Olson Ulrich)‏ هو أكاديمي أمريكي، ولد في 1953 في إلي في الولايات المتحدة.

## وصلات خارجية
- الموقع الرسمي
- ديف أولريش على موقع ديسكوغز (الإنجليزية)